# Deutsche Bergbau Technik
Deutsche Bergbau Technik (скорочення DBT) — німецька компанія, один із найбільших у світі виробників обладнання для підземної розробки вугільних та інших родовищ корисних копалин, базується в місті Вупперталі.

## Характеристика
Виробник гідравлічного щитового кріплення механізованих очисних вибоїв; ланцюгових конвеєрів, включаючи вибійні; добувних і прохідницьких комбайнів, включаючи струги і комбайни з регульованими по висоті барабанними робочими органами; електронних систем контролю і управління механізованим щитовим кріпленням очисних вибоїв; дробарок, транспортних систем тощо.